# Ouve-Wirquin
Ouve-Wirquin (Nederlands: Ouve-Werchin) is een gemeente in het Franse departement Pas-de-Calais (regio Hauts-de-France) en telt 494 inwoners (1999). De plaats maakt deel uit van het arrondissement Sint-Omaars.

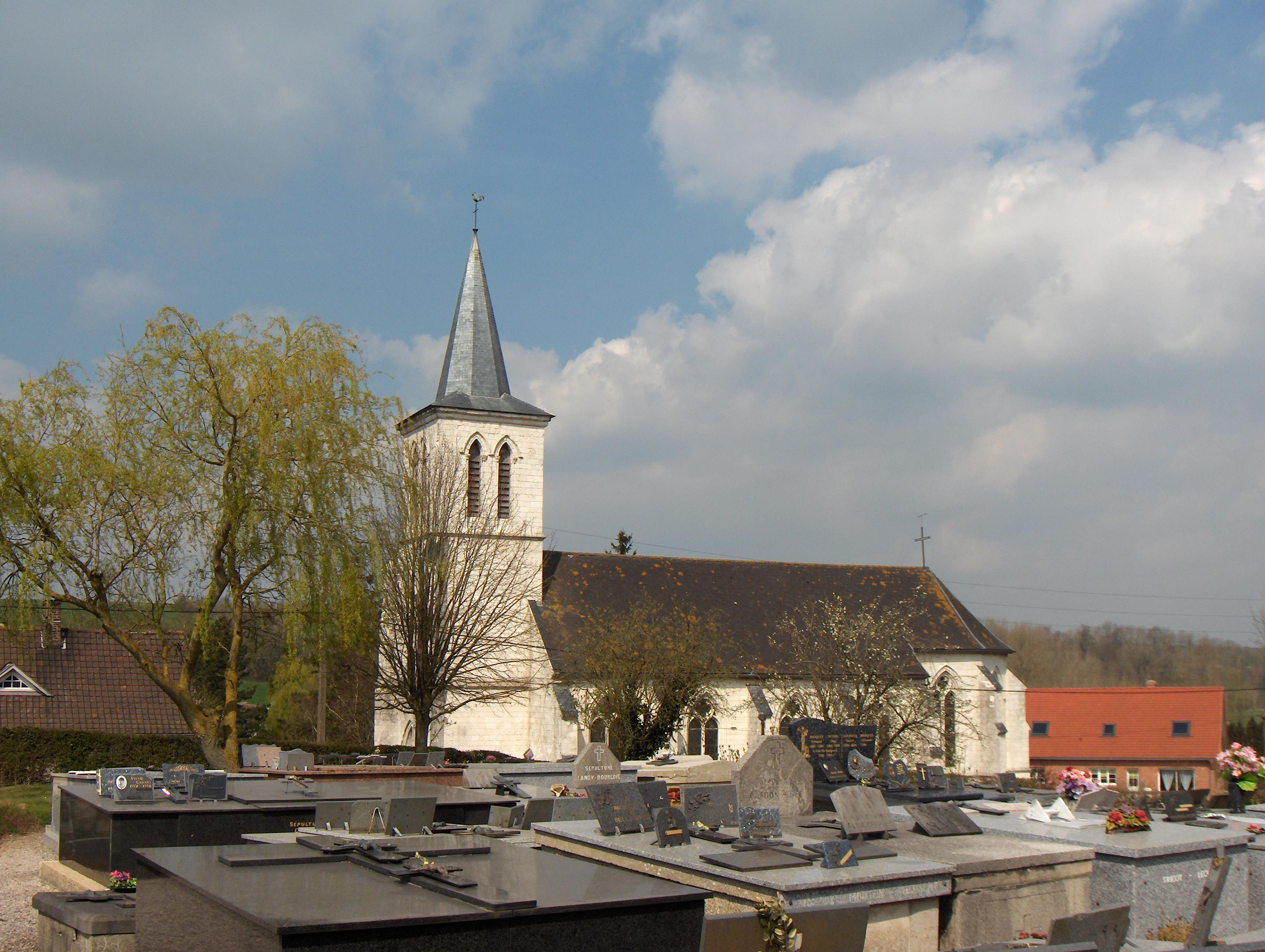
Kerk van Ouve-Wirquin

## Geografie
De oppervlakte van Ouve-Wirquin bedraagt 5,2 km², de bevolkingsdichtheid is 95,0 inwoners per km².
De onderstaande kaart toont de ligging van Ouve-Wirquin met de belangrijkste infrastructuur en aangrenzende gemeenten.

## Demografie
Onderstaande figuur toont het verloop van het inwonertal (bron: INSEE-tellingen).